# Ramon Ballester
|  | Per a altres significats, vegeu «Ramon Ballester (músic)». |

Ramon Ballester (segle xiii) fou un noble català i del Regne de Mallorca.
Ramon Ballester era l'alcaid del castell d’Alaró l'any 1285. El 25 de novembre d’aquell any, mentre Jaume II de Mallorca es trobava a Perpinyà i tota l'illa de Mallorca estava ocupada, Alfons el Franc va instar a la rendició del castell, l’últim reducte dels defensors del rei de Mallorca. Finalment, el 30 de desembre, el castell d'Alaró va ser assaltat. La guarnició estava formada pel mateix Ramon Ballester, Guillem Capello (conegut com Cabrit), Guillem Bassa, Arnau Ramon, Lleonard Marsello i Albert Perpinyà, que, segons la llegenda, van morir cremats.